# شهرک اسلام‌آباد (اندیمشک)
شهرک اسلام‌آباد (اندیمشک)، روستایی از توابع بخش مرکزی شهرستان اندیمشک در استان خوزستان ایران است.

## جمعیت
این روستا در دهستان حومه قرار دارد و براساس سرشماری مرکز آمار ایران در سال ۱۳۹۵، جمعیت آن ۱۶۳۲ نفر (۴۸۰ خانوار) بوده‌است.